# Оливер Стевић
Оливер Стевић (Нова Горица, 18. јануар 1984) српски је кошаркаш. Игра на позицији крилног центра.

## Каријера
Стевић је кошарку почео да тренира у ОКК Шабац, након чега је прешао у млађе категорије ФМП-а. У Железнику није заиграо за први тим већ је наступао за Борац из Чачка, тадашњу филијалу ФМП-а.
Сезону 2005/06. је почео у краљевачком Машинцу да би у априлу 2006. прешао у Копер до краја сезоне. Наредни ангажман је имао у Пољској, у екипи Шлонск Вроцлава. У пољском клубу је провео две пуне сезоне, почео је и такмичарску 2008/09. али је због банкрота напустио тим после неколико утакмица и прешао у Анвил из Влоцлавека.
Почетком 2009. године је напустио Анвил и прешао у Црвену звезду. У Црвеној звезди је провео остатак 2008/09. сезоне као и комплетну 2009/10. У августу 2010. је потписао за немачки Олденбург. Наставио је затим да мења клубове у иностранству. Играо је за Билбао, Џуниор Казале, Зјелону Гору (првак Пољске у сезони 2012/13), Газијантеп, Фуенлабраду а од 2016. до 2019. је био играч Андоре.
У септембру 2019. је потписао уговор са Игокеом. Већ у новембру исте године напушта клуб из Лакташа и потписује краткорочни уговор са шпанским Сан Пабло Бургосом. Почетком 2020. године, након истека уговора, Стевић напушта Бургос. Десетак дана касније потписује уговор са Хувентудом, што му је трећи ангажман у сезони 2019/20. Напустио је Хувентуд у јулу 2020, пошто му клуб није понудио продужетак сарадње.
У октобру 2020. године по други пут у каријери потписује за Фуенлабраду, али месец дана касније мења средину и прелази у Гран Канарију. У јулу 2021. је продужио уговор са Гран Канаријом на још годину дана. Са Гран Канаријом је освојио Еврокуп у сезони 2022/23. Напустио је клуб у јуну 2023. године.

## Успеси

### Клупски
- Зјелона Гора:
  - Првенство Пољске (1): 2012/13.

- Гран Канарија:
  - Еврокуп (1): 2022/23.